# Conseil international des archives
Pour les articles homonymes, voir CIA et ICA.
Le Conseil international des archives ou CIA (en anglais, International Council on Archives ou ICA) est une organisation non gouvernementale internationale consacrée aux archives, créée en 1948. Son siège est à Paris, rue des Francs-Bourgeois dans le Marais, dans les locaux des Archives nationales.

## Organisation et objectifs
Regroupant à l'origine les responsables des Archives centrales de l'État des grands pays développés, il s'est peu à peu ouvert à des représentants de tous les types de services d'archives, appartenant à la plupart des pays du monde. Les associations professionnelles d'archivistes peuvent également en être membres, ainsi que des archivistes à titre individuel.
Ses objectifs sont de promouvoir la préservation, le développement et l'utilisation du patrimoine archivistique mondial. Il est divisé en sections, correspondant à divers types de services d'archives (archives des villes, des parlements, des entreprises, des universités, des organisations internationales, etc.) ou de fonds d'archives (archives notariales, archives du sport), et en branches régionales.
Ses principaux outils d'information sont la revue Comma, son bulletin d'information Flash et son site internet.

## Production de normes
Le CIA a officiellement décidé en 1989 que l'élaboration de normes faisait partie de ses missions.
Les objectifs de l'élaboration de normes de description sont les suivants : " assurer la cohérence de la description, faciliter la récupération et l'échange d'informations sur les documents d'archives et permettre l'intégration de description provenant de différentes institutions de conservation dans un système d'information unifié".
| | Acronyme   | Édition | Dates d'élaboration | Dates de publication |
| --- | ---------- | ------- | ------------------- | -------------------- |
| Énoncé de principes | -          | -       | (1988) 1989-1992    | 1992                 |
| Norme générale et internationale de description archivistique                                                             | ISAD(G)    | 1ère    | 1990-1993           | 1994                 |
| Norme internationale sur les notices d'autorité archivistiques relatives aux collectivités, aux personnes et aux familles | ISAAR(CPF) | 1ère    | 1993-1995           | 1996                 |
| Norme générale et internationale de description archivistique                                                             | ISAD(G)    | 2ème    | 1996-2000           | 1999                 |
| Norme internationale sur les notices d'autorité archivistiques relatives aux collectivités, aux personnes et aux familles | ISAAR(CPF) | 2ème    | 2000-2004           | 2004                 |
| Norme internationale pour la description des fonctions                                                                    | ISDF       | 1ère    | 2005-2007           | 2007                 |
| Norme internationale pour la description des institutions conservant des archives                                         | ISDIAH     | 1ère    | 2005-2008           | 2008                 |
| Records in Contexts | RiC        | 1ère    | 2012-(en cours)     |                      |

## Congrès international des archives
Le Conseil internationale des archives tient un congrès tous les quatre ans.
- 6e congrès (1968) à Madrid (Espagne)[4].
- 12e congrès (1992) à Montréal (Québec/Canada).
- 15e congrès (2004) à Vienne (Autriche).
- 16e congrès (2008) à Kuala Lumpur (Malaisie).
- 17e congrès (2012) à Brisbane (Australie).
- 18e congrès (2016) à Séoul (Corée du Sud).
- 19e congrès (2020) à Abu Dhabi (Émirats arabes unis).
- 20e congrès (2025) à Barcelone (Espagne)[5].
- En 1934, l’Institut international de Coopération intellectuelle a publié le Guide international des archives le tome consacré à l’Europe. Après 1948, l’Unesco et le Conseil international des archives ont proposé de créer un répertoire pour faciliter l’accès aux archives du monde entier, mais ce projet n’a pas été réalisé. Robert Henri, archiviste à la Direction des Archives de France, a élaboré un Répertoire sélectif de guides des archives qui a été diffusé lors du Congrès international des archives 1950 à Paris par l’Unesco[6].

## Conférences
Le Conseil international des archives tient aussi une Conférence biennale, semblable au Congrès mais à une échelle plus réduite, pendant laquelle sont organisées des conférences, tables rondes ou ateliers pour permettre aux professionnels de différents pays d'échanger. Lors de la conférence européenne, Carol Couture a fait une proposition aux organisateurs d’un thème d’élaboration et l’application des calendrier de conservation qui traite la définition, de la genèse et la problématique en première position. Deuxièmement, les fondements théoriques de l’évaluation qui s’appuient la pratique des calendriers de conservation. Troisième partie est consacrée l’identification et présentation des éléments qui caractérisent les pratiques de calendriers de conservation. Dans ce texte il a défini l’évaluation comme étant : l'acte de juger des valeurs que présentent les documents d'archives (valeur primaire et valeur secondaire) et de décider des périodes de temps pendant lesquelles ces valeurs s'appliquent auxdits documents dans un contexte qui tient compte du lien essentiel existant entre l'organisme (ou la personne) concerné et les documents d'archives qu'il génère dans le cadre de ses activités.  Depuis plusieurs d’années, la recension des écrits a démontré que l’évaluation a intéressé les archivistes dans beaucoup de pays tels que l’Allemagne, l’Angleterre, les États-Unis et Canada qui ont marqué leur contribution particulière en matière d’évaluation. A part de ces pays cités, ils ont mentionné aussi la contribution du conseil international des archives et de l’Unesco qui ont travaillé sur la publication de plusieurs études par rapport à ce sujet . 

## Compte rendu
Dans le cadre de sauvegarde des archives, l’Unesco et le conseil international des archives ont élaboré un guide des sources de l’Afrique subsaharienne, accessible dans les archives et les bibliothèques. L’historique l’administration coloniale et l’exposé des méfaits archivistiques de Christian Scheffer ont permis à Marie-Antoinette Ménier de justifier l’état des archives dont elle avait la responsabilité. Une diverse technique de l’organisation des bureaux conteste la conception géographique du travail administratif; un reclassement méthodique imparfait, à la fois géographique et logique, appliqué en 1912 aux documents intéressants l’Afrique, a ignoré du principe du respect des fonds et ses effets se font grossièrement sentir. En raison de l’absence d’un instrument de recherche clair, elle a réalisé une description des fonds et élaboré un répertoire numérique pour les colonies telles que l’AOF (Afrique occidentale française) et l’AEF (l’Afrique de l’Est française). Un fonds présent dans les bureaux celui de l’Inspection des Colonies, créées en 1887 et réorganisée en 1904; sa consultation demeure soumise à certaines conditions. La valeur des rapports de mission des inspecteurs de colonies rend souhaitable leur versement .

## Projets
Selon Charles Samaran dans l’article du Conseil international des archives, un acteur de la francophonie archivistique que : Les archives sont au premier rang des victimes de guerre. Dans ce paragraphe, c’est à cause de la guerre que les dispositives qui ont été prises par rapport au premier congrès ont été annulées. Sauf après quelques années plupart, les professionnels se sont retrouvés pour tenir tout premier congrès sur le Conseil international des archives à Paris en 1950. Et Charles Samaran le directeur des Archives de la France d’alors fut le premier président. Après la création du Conseil international des archives dix ans plupart, ils ont commencé à réfléchir sur les nouveaux projets tels que la régularisation des échanges, la création des moyens de coopération comme une langue commune et de donner des outils aux archives à travers le monde  . Le Conseil international des archives (ICA) est une organisation non gouvernementale basée à Paris, soutenu par un réseau mondial de bénévoles.  Ces bénévoles aident le secrétariat central, participent aux branches régionales et sections professionnelles de l’association. Et certains d’entre eux se chargent de la traduction de contenus professionnels, des normes et publication. Bien que le Conseil international des archives qui n’a pas une langue officielle, elle utilise deux langues l’anglais et français comme langues de travail. En 2012, l’organisation a créé un budget pour financer la traduction professionnelle de sa documentation. Un projet a été lancé pour traduire des documents en six langues à savoir : anglais, arabe, chinois, espagnol, français et russe. Actuellement, le Code de déontologie du Conseil international des archives (ICA) est disponible en 24 langues, et la Déclaration universelle des archives, adoptée par des Nations-Unies en 2011 est disponible en 37 langues .

### Sources
- Les archives du CIA sont conservées aux Archives nationales française sous la cote 136AS[12].